# Joseph Matar
 (octobre 2019).
Pour les articles homonymes, voir Matar.
Joseph Matar (Joseph Toufic Matar)(جوزف مطر), né le 3 août 1935 à Jounieh est un peintre et poète libanais d'expression française, ancien professeur d'Art à l'Institut des Beaux Arts de l'Université Libanaise.

## Biographie

### Études au Liban
Il est né dans la ville de Jounieh au Liban et ses œuvres sont très imprégnées du paysage de cette ville, riche en maisons traditionnelles libanaises, construites en pierres taillées et disposant de toits en briques rouges. Après ses études primaires et secondaires au Collège des Frères Maristes de Jounieh, il intégra l'École Supérieure des Lettres à Beyrouth (1955-1957) puis suivit des cours d'anatomie à la Faculté de Médecine de Beyrouth (1958-1959) et des cours au centre Culturel Italien de Beyrouth (1955-1957). En parallèle à ces études, Il fut l'élève de  peintres libanais, successivement de Omar Onsi (1951-1961), Georges Corm (1958-1961), Rachid Wehbé (1956-1961).

### Bourses et études à l'étranger
Il reçut des bourses qui lui ont permis d'approfondir ses talents artistiques à l'étranger, ainsi, il effectua les séjours suivants
- Madrid, 1961-1963.
- Paris, 1963.
- Rome, 1973.
- Paris, 1985.

Il obtient le Diplôme de Hautes Études de peinture de l'Université de Madrid et de l'École San Fernando des Beaux Arts (1961 à 1963), un Doctorat de 3e cycle de l'Université de Paris VII (1984). « Arts plastiques: technologies et expression picturales » et un Doctorat d'État en 1999 de l'Université Libanaise.

### Vie privée
Il est marié à Andrée Nakhlé et a 4 enfants : Madona, Marina, William et Jean-Pierre. Il maîtrise l'arabe, le français, l'espagnol et l'anglais. Il est aussi détenteur de la nationalité française.

## Style
Ses peintures sont décrites comme pleines de lumière et de spiritualité.

## Distinctions
- En juillet 2001, Joseph Matar a reçu le prix "International library of poetry" (Library of Congress  (ISBN 0-7951-5062-8))
- En novembre 2003,  le prix "Said Akl" (Liban)
- En octobre 2008, le prix "Mubadarat" à Beit Anya Harissa
- Lions, NDU Université, Avril 2015